# Adelong
Adelong – miasto w Australii, w stanie Nowa Południowa Walia, w regionie Riverina. Miejscowość założona w drugiej połowie XIX wieku podczas gorączki złota w Australii.